# District d'As-Safira
Le district d'as-Safira (en arabe : منطقة السفيرة (manṭiqat as-Safīrah)) est l'un des dix districts du Gouvernorat d'Alep, situé dans le nord-ouest de la Syrie ; son centre administratif est la ville d'as-Safira. D'après le Bureau central des statistiques syrien, sa population était de 178 293 habitants en 2004.

## Sous-districts
Le district d'as-Safira est divisé en cinq sous-districts (ou nahiés), (population en 2004) :
| Nom       | Surface (km²) | Population |
| --------- | ------------- | ---------- |
| as-Safira | 846,37        | 132 658    |
| Tell Aran | 846,37        | 132 658    |
| Khanasir  | 1 603,98      | 17 618     |
| Banan     | 140,06        | 17 193     |
| al-Hajib  | 260,16        | 10 408     |